# Luogotenenti governatori dell'Ontario
Il luogotenente governatore dell'Ontario (in inglese: Lieutenant Governor of Ontario) è il rappresentante reale del monarca nella provincia canadese dell'Ontario. L'ufficio è stato istituito nel 1867, quando è nata la Confederazione canadese.
| Immagine                                | Nome (Nascita–Morte)                                          | Mandato                                                                             | Monarca                               | Note                                  |                                       |
| Luogotenente governatore dell'Ontario   | Luogotenente governatore dell'Ontario                         | Luogotenente governatore dell'Ontario                                               | Luogotenente governatore dell'Ontario | Luogotenente governatore dell'Ontario | Luogotenente governatore dell'Ontario |
| --------------------------------------- | ------------------------------------------------------------- | ----------------------------------------------------------------------------------- | ------------------------------------- | ------------------------------------- | ------------------------------------- |
|                                         | Henry William Stisted (1817–1875)                             | 1º luglio 1867 – 14 luglio 1868                                                     | Vittoria                              | [ 1 ] [ 2 ]                           |                                       |
|                                         | William Pearce Howland (1811–1907)                            | 15 luglio 1868 – 11 novembre 1873                                                   | Vittoria                              | [ 1 ] [ 2 ]                           |                                       |
|                                         | John Willoughby Crawford (1817–1875)                          | 12 novembre 1873 – 13 maggio 1875 (morto)                                           | Vittoria                              | [ 1 ] [ 2 ]                           |                                       |
| Amministratore del Governo dell'Ontario |                                                               |                                                                                     |                                       |                                       |                                       |
|                                         | William Buell Richards (1815–1889) Chief Justice dell'Ontario | 13 maggio 1875 – 18 maggio 1875                                                     | Vittoria                              | [ 3 ]                                 |                                       |
| Luogotenente governatore dell'Ontario   |                                                               |                                                                                     |                                       |                                       |                                       |
|                                         | Donald Alexander Macdonald (1817–1896)                        | 18 maggio 1875 – 30 giugno 1880                                                     | Vittoria                              | [ 1 ] [ 2 ]                           |                                       |
|                                         | John Beverley Robinson (1821–1896)                            | 1º luglio 1880 – 31 maggio 1887                                                     | Vittoria                              | [ 1 ] [ 2 ]                           |                                       |
|                                         | Alexander Campbell (1822–1892)                                | 1º giugno 1887 – 24 maggio 1892 (morto)                                             | Vittoria                              | [ 1 ] [ 2 ]                           |                                       |
| Amministratore del Governo dell'Ontario |                                                               |                                                                                     |                                       |                                       |                                       |
|                                         | John Hawkins Hagarty (1816–1900) Chief Justice of Ontario     | 24 maggio 1892 – 30 maggio 1892                                                     | Vittoria                              | [ 3 ]                                 |                                       |
| Luogotenente governatore dell'Ontario   |                                                               |                                                                                     |                                       |                                       |                                       |
|                                         | George Airey Kirkpatrick (1841–1899)                          | 30 maggio 1892 – 7 novembre 1896                                                    | Vittoria                              | [ 1 ] [ 2 ]                           |                                       |
| Amministratore del Governo dell'Ontario |                                                               |                                                                                     |                                       |                                       |                                       |
|                                         | Casimir Stanislaus Gzowski (1813–1898)                        | 7 novembre 1896 – 18 novembre 1897                                                  | Vittoria                              | [ 1 ] [ 2 ]                           |                                       |
| Luogotenente governatore dell'Ontario   |                                                               |                                                                                     |                                       |                                       |                                       |
|                                         | Oliver Mowat (1820–1903                                       | 18 novembre 1897 – 19 aprile 1903 (morto)                                           | Vittoria                              | [ 1 ] [ 2 ]                           |                                       |
| Edoardo VII                             | Oliver Mowat (1820–1903                                       | 18 novembre 1897 – 19 aprile 1903 (morto)                                           |                                       | [ 1 ] [ 2 ]                           |                                       |
| Amministratore del Governo dell'Ontario |                                                               |                                                                                     |                                       |                                       |                                       |
|                                         | Charles Moss (1840–1912) Chief Justice dell'Ontario           | 19 aprile 1903 – 21 aprile 1903                                                     | Edoardo VII                           | [ 3 ]                                 |                                       |
| Luogootenente governatore dell'Ontario  |                                                               |                                                                                     |                                       |                                       |                                       |
|                                         | William Mortimer Clark (1836–1917)                            | 21 aprile 1903 – 21 settembre 1908                                                  | Edoardo VII                           | [ 1 ] [ 2 ]                           |                                       |
|                                         | John Morison Gibson (1842–1929)                               | 22 settembre 1908 – 2 settembre 1914                                                | Edoardo VII                           | [ 1 ] [ 2 ]                           |                                       |
| Giorgio V                               | John Morison Gibson (1842–1929)                               | 22 settembre 1908 – 2 settembre 1914                                                |                                       | [ 1 ] [ 2 ]                           |                                       |
|                                         | John Strathearn Hendrie (1857–1923)                           | 2 ottobre 1914 – 20 novembre 1919                                                   | [ 1 ] [ 2 ]                           |                                       |                                       |
|                                         | Lionel Herbert Clarke (1859–1921)                             | 1º dicembre 1919 – 29 agosto 1921 (morto)                                           | [ 1 ] [ 2 ]                           |                                       |                                       |
| Amministratore del Governo dell'Ontario |                                                               |                                                                                     |                                       |                                       |                                       |
|                                         | William Ralph Meredith (1840–1923) Chief Justice dell'Ontario | 2 agosto 1921 – 10 settembre 1921                                                   | Giorgio V                             | [ 3 ]                                 |                                       |
| Luogotenente governatore dell'Ontario   |                                                               |                                                                                     |                                       |                                       |                                       |
|                                         | Henry Cockshutt (1868–1944)                                   | 10 settembre 1921 – 12 gennaio 1927                                                 | Giorgio V                             | [ 1 ] [ 2 ]                           |                                       |
|                                         | William Donald Ross (1869–1947)                               | 12 gennaio 1927 – 25 ottobre 1931 (ha chiesto di essere sollevato dal suo incarico) | Giorgio V                             | [ 1 ] [ 2 ]                           |                                       |
| Amministratore del Governo dell'Ontario |                                                               |                                                                                     |                                       |                                       |                                       |
|                                         | William Mulock (1843–1944) Chief Justice dell'Ontario         | 25 ottobre 1931 – 1º novembre 1932                                                  | Giorgio V                             | [ 3 ]                                 |                                       |
| Luogotenente governatore dell'Ontario   |                                                               |                                                                                     |                                       |                                       |                                       |
|                                         | Herbert Alexander Bruce (1868–1963)                           | 1º novembre 1932 – 23 novembre 1937                                                 | Giorgio V                             | [ 1 ] [ 2 ]                           |                                       |
| Edoardo VIII                            | Herbert Alexander Bruce (1868–1963)                           | 1º novembre 1932 – 23 novembre 1937                                                 |                                       | [ 1 ] [ 2 ]                           |                                       |
| Giorgio VI                              | Herbert Alexander Bruce (1868–1963)                           | 1º novembre 1932 – 23 novembre 1937                                                 |                                       | [ 1 ] [ 2 ]                           |                                       |
|                                         | Albert Edward Matthews (1873–1949)                            | 23 novembre 1937 – 26 dicembre 1946                                                 | [ 1 ] [ 2 ]                           |                                       |                                       |
|                                         | Frank Ray Lawson (1886–1980)                                  | 26 dicembre 1946 – 18 febbraio 1952                                                 | [ 1 ] [ 2 ]                           |                                       |                                       |
| Elisabetta II                           | Frank Ray Lawson (1886–1980)                                  | 26 dicembre 1946 – 18 febbraio 1952                                                 | [ 1 ] [ 2 ]                           |                                       |                                       |
|                                         | Louis Orville Breithaupt (1890–1960)                          | 18 febbraio 1952 – 30. dicembre 1957                                                | [ 1 ] [ 2 ]                           |                                       |                                       |
|                                         | John Keiller MacKay (1888–1970)                               | 30 dicembre 1957 – 1 maggio 1963                                                    | [ 1 ] [ 2 ]                           |                                       |                                       |
|                                         | William Earl Rowe (1894–1984)                                 | 1º maggio 1963 – 4 luglio 1968                                                      | [ 1 ] [ 3 ]                           |                                       |                                       |
|                                         | William Ross Macdonald (1891–1976)                            | 4 luglio 1968 – 10 aprile 1974                                                      | [ 1 ] [ 3 ]                           |                                       |                                       |
|                                         | Pauline Mills McGibbon (1910–2001)                            | 10 aprile 1974 – 15 settembre 1980                                                  | [ 1 ] [ 3 ]                           |                                       |                                       |
|                                         | John Black Aird (1923–1995)                                   | 15 settembre 1980 – 20 settembre 1985                                               | [ 1 ] [ 3 ]                           |                                       |                                       |
|                                         | Lincoln MacCauley Alexander (1922–2012)                       | 20 settembre 1985 – 11 dicembre 1991                                                | [ 1 ] [ 3 ]                           |                                       |                                       |
|                                         | Henry Newton Rowell Jackman (1932–)                           | 11. desember 1991–24. januar 1997                                                   | [ 1 ] [ 3 ]                           |                                       |                                       |
|                                         | Hilary Mary Weston (1942–)                                    | 24 gennaio 1997 – 7 marzo 2002                                                      | [ 1 ] [ 2 ]                           |                                       |                                       |
|                                         | James Karl Bartleman (1939–)                                  | 7 marzo 2002 – 5 settembre 2007                                                     | [ 1 ] [ 2 ]                           |                                       |                                       |
|                                         | David Charles Onley (1950–2023)                               | 5 settembre 2007 – 23 settembre 2014                                                | [ 2 ]                                 |                                       |                                       |
|                                         | Elizabeth Dowdeswell (1944–)                                  | 23 settembre 2014 – in carica                                                       | [ 2 ]                                 |                                       |                                       |